# 美国的法学院
法学院，是美国学生接受法学教育和取得法律专业学位的地方。在美国想要进入法学院必须先拥有学士学位。
美国的法学院主要授予法律博士学位 (J.D.)，这是一个专业博士学位。对于大部分人而言这是一个终极学位，不会再有人继续攻读其他学位。虽然绝大多数学校的这个学位是三年，有些学校会提供所谓的加速JD学位。其他可能授予的学位包括法学硕士 (LL.M.) 和司法学博士 (J.S.D. or S.J.D.)，但主要授予非美国人。
大部分法学院都附属于某个大学或学院，也有部分是独立的。美国的法学教育跟世界上大部分地区都不同。 
根据美国劳工部的统计，2012年的全国律师平均年薪是13万美元。每个地区的薪资差异很大，大城市的薪资比其他地方高很多，特别是纽约、华盛顿、芝加哥和洛杉矶地区。劳工部另外一份调查指称有经验的律师的失业率比其他高薪行业要低很多，但新增律师的速度比其他行业也要快一些，使得律师占据了劳动力市场中更大的份额。
不是所有法学院的毕业生都会成为律师。美国全国法律职业协会每年都会搜集刚毕业的法学院学生毕业九个月后的就业数据。数据显示自2009到2011年，就业率大概在90%，比之前曾经有过的86%到88%要高。大概有2%的毕业生会进入非专业行业，75%到85%的毕业生会进入“必须拥有JD学位”和“优先考虑JD学位”的职业，5%的毕业生会进入其他专业行业。

## 历史沿革
19世纪末期以前，美国基本上没有法学院。大部分律师都是靠自学成才或学徒经历。很多人都会阅读愛德華·科克的《英格兰法律研究》及威廉·布莱克斯通的《英格兰法律评论》。
殖民地时期，美国没有法学院。美国独立以后，有些学校建立了法律席位。哥伦比亚大学在1793年任命了第一位法学教授，James Kent。但就算有进行法学教育的，也只是对占主流的学徒制度的补充。
第一所为了教法律而建立的法学院是1784年建立的利奇菲尔德法学院。虽然学院还算成功，后来哈佛耶鲁哥伦比亚也建立了类似项目，法学教育主要还是靠学徒制培养。1890年代，美国律师协会才开始推动对不需进行正式教学的学徒制进行限制。1906年，美国法学院联合会开始要求进行三年的教学。
以下法学院按照第一次建立的日期顺序排列。
1. 威廉与玛丽法学院：1779年建立，1861年关闭，1920年重开
2. 马里兰大学法学院：1816年建立，1824年开课，美国内战期间关闭，之后很快重开
3. 哈佛法学院：1817年建立
4. 弗吉尼亚大学法学院：1819年建立
5. 耶鲁法学院：1824年建立
6. 辛辛那提大学法学院：1833年建立
7. 宾夕法尼亚州立大学迪金森法学院：1834年建立
8. 纽约大学法学院：1835年建立
9. 印第安纳大学摩利尔法学院：1842年建立
10. 圣路易斯大学法学院：1843年建立，1847年关闭，1908年重开
11. 北卡罗来纳大学法学院：1845年建立
12. 路易斯维尔大学法学院：1846年建立
13. 康伯兰法学院：1847年建立
14. 杜兰大学法学院：1847年建立
15. 华盛顿与李大学法学院：1849年建立
16. 贝勒法学院：1849年建立
17. 宾夕法尼亚大学法学院：1850年建立
18. 奥尔巴尼法学院：1851年建立
19. 密西西比大学法学院：1854年建立
20. 哥伦比亚法学院：1858年建立

## 录取条件
美国的法学院绝大多数都要求申请者持有本科学位，而且本科成绩要够好，LSAT分数要够高。有些没有经过美国律师协会认证的法学院也有类似要求。法学院还会通过其他方式来了解申请者，比如短文、问答题、推荐信等申请材料。每个学校对分数和申请材料的要求都不一样。
除了这些硬性条件，法学院还经常会考虑其他因素，比如民族（少数民族学生可以低分进入好学校，但绝大多数华人都不算美国的少数民族）、校友关系（部分学校喜欢收校友的子女，比如波士顿大学法学院）、课外活动（帮助社区、做善事）、工作经历（西北大学法学院和哥伦比亚法学院特别喜欢招收有工作经验的学生）。
少部分学生能拿到奖学金，但跟其他专业相比，法学院的奖学金一般很少，连学费都不够交，成绩好的学生更容易拿到奖学金。因为学校的排名一般会受录取学生的GPA跟LSAT分数的影响，有些位于偏僻地区的州立大学法学院喜欢通过大量发放奖学金来招揽学生，但大部分奖学金都跟入学后的成绩挂钩，如果在法学院的成绩不好奖学金会被取消。

## 学位认证
为了能参加美国的司法考试，大部分州都要求考生来自经过美国律师协会认证的法学院。认证可謂巨细无遗，从图书馆要有什么书到取得文凭要上多少小时的课都需要查核認證。2008年，美国有199所经过美国律师协会认证的法学院，其中6所是临时认证。另外有所培养军事法庭律师的学校，也经过了美国律师协会认证。
没经过美国律师协会认证的学校，培养出来的学生在司法考试中表现较差，而这些学校也不用向美国律师协会汇报就业情况。
有些州会自行认证法学院，比如加州。这些学校毕业的学生可以参加自己州的司法考试，但其他州的不行。加州还是第一个认证能进行网络教学的函授法学院的。肯塔基州明确表示不允许函授法学院的学生参加该州的司法考试。

## 课程内容
法学院有三年，一年级到三年级的学生分别被称为1L、2L、 3L。大部分美国法学院第一年的课程都一样，而且都是必修课，其中包括联邦民事诉讼法（Federal Civil Procedure）、宪法（Constitution）、物权法（Property）、侵权法（Torts）、合同法（Contracts）、刑法（Criminal Law）、法律研究和法律写作。
每个学校的安排也不尽相同，有些学校的刑法或宪法没安排在第一年。有些学校还要求学生必修公司法或证据法，但不一定要第一年上。有些学校的法律研究和写作是一起上的，还要参加口头辩论。一般第一年都是必修课，不允许学生选修其他课程。第一年以后才可以开始选修，学生可以根据自己的兴趣来。之后ABA还要求学生必修律师职业道德课和研究论文课。
大部分学校第一年的课程都是靠期末考试决定的，而考试的形式一般是问答题，写作一般通过考生在笔记本电脑上安装特定软件后，在考场内答题。有时也有多选题，或其他形式。大部分考试都有成绩曲线的要求。
1968年开始大部分学校在福特基金会的推动下开始设立法律诊所，以便让学生在公益法律项目中学习法务实践。
大部分法学院在教学的时候不是只教本州的法律，而是教的全美的。但因为美国的司法考试是各州自行进行，所以学生也要选一个州的法律专攻。

## 成绩标准
法学院的成绩非常重要，所以竞争也很激烈。第一年的成绩因为要使用成绩曲线，所以一般比后面两年的要低。
成绩曲线大部分时候是强制使用的，教授必须将学生答卷的实际分数排列后，按照先后顺序使用成绩曲线，再给学生成绩，所以一般最好和最坏的学生较少，居中的成绩最多。每个学校的曲线都不一样，有的居中成绩是B，有的是C-。
部分学校不强制使用成绩曲线，但一般都是较好的学校，比如耶鲁、斯坦福、哈佛、伯克利，但有些不太好的学校也不强制使用，比如东北大学法学院。有些学校，诸如纽约的福坦莫法学院，将该曲线精确到小数点，强制教授给出特定百分比的成绩，但这使得部分本来实际成绩还可以的学生取得成绩较低。
1980年以前，因为LSAT还不流行，法学院往往会大量招收学生，然后在第一年后根据成绩大量淘汰。到现在为止，还是有学校会通过成绩来淘汰学生。

## 加速JD
加速JD学位如今有以下两种：
- 边读本科边拿JD的，所谓3加3，需要6年
- 把三年的课两年上完

不管哪种，学生需要承担的学习压力和学费都会比正常JD高很多，而正常JD项目的学费和学习压力已经够高了。

## 教学模式
美国法学院一般用的是 Landell 跟 James Barr Ames 创始的案例教学法。每个案子学生要背案情、法理、审理程序等等，上课会被老师随机点名起来回答，答不上来也许会影响成绩。因为美国法学院一般一个班好几十人，一个人一个学期也就会被点到一两次。经常举手回答问题的人被叫做“枪手”（Gunner），他们希望自己能在老师面前增加知名度，以便在老师打分时取得优待，但这样会挤占其他人可能被点到的机会，而且一般期末考试打分是匿名的。
法学院还用苏格拉底教学法，老师不讲，叫学生互相讨论。学生还是会被点名，只是其他学生可以点评前面那个学生回答的内容，以增进讨论。通过实际案例学习法理后，老师还会布置虚构的案子，让学生应用前例和法理。对比来看，大部分民法国家比如中国大陆跟台湾都喜欢让老师上课从头讲到尾，也许是因为民法更强调法理的结构。
这些教学模式跟大学本科常用的老师一个人讲的模式差很多，会让很多刚进法学院学生不适应。大部分美国法学院的教科书都只是案例的堆砌和对细节的讨论，对法理归纳的不够，让悟性不强的学生如置云里雾里。所以很多学生还要花钱买讲解比较清晰的参考书。很多老师不喜欢让学生看参考书，更不让学生开卷考试的时候用，因为很多老师备课的时候也用的这些参考书。
因为美国法学院的教学太强调学生自己的领悟，很多学生觉得上课都是自己在讨论，不太懂法理到底是什么。平时可以看参考书，到了毕业要考司法考试的时候，还会报诸如 Barbri 或 Kaplan 之类的司考班，在考前强化自己的知识。

## 课余活动
参加学校主办的各种法学评论法律期刊的编辑。一般要成绩好，还要通过写作竞赛才能参加。如果找工作的时候能在简历上写到自己所参加的期刊，等于暗示雇主自己成绩好，而且也有不错的写作能力。所以雇主有时候招聘的时候会特别提及对期刊编辑的偏好。参加期刊的编辑可以让学生看到法律研究的成果，增进学生对特定领域里法律的理解和学习，进而增进学生自己的学术能力。
模拟法庭。一般要口才好和写作能力好。参加者能证明自己的实际辩论能力。类似的还有模拟诉讼和争端解决。

## 法学院排名
美国最流行的法学院排名是美国新闻与世界报道的美国法学院排名。
比较现实的看法是，法学院排名不该看录取时申请者的水平，而是看毕业时的就业数据。就业数据会受到学校所处的位置、学校本身的名气等因素影响，所以根据就业数据得出的排名，跟美国新闻与世界报道的排名的不一样。
有些偏远地区的法学院，其毕业生在当地可能比排名较高的学院更容易就业。好法学院的学生也一般不会自己开律师办公室，而喜欢去薪资一开始较高的大型律所，而偏远地区是找不到这种工作机会的。
有些州能自行认证法学院，包括阿拉巴马，亚利桑那，加利福尼亚，马萨诸塞，宾夕法尼亚，田纳西和波多黎各。只通过州认证比通过美国律师协会认证的要便宜。
加州有些法学院未得到认证，但其毕业生获准参加该州司法考试。第一年结束的时候，学生要参加州最高法院组织的考试，才能继续学业。但他们就算取得了加州的律师执照，也无法在其他州再参加司法考试。

## 社会争议

### 就业数据造假
美国法学院的毕业生毕业后要向学校汇报就业情况，学校再汇报给律师协会，由协会汇总后发布。也有学生不报。有杂志《National Law Journal》专门收集在全美前250名大型律所里工作的各校毕业生。
但不是每个学校都如实汇报的，托马斯·库利法学院的毕业生就把学校告了，认为学校在就业数据上造假，引诱新生报到。这种事情在较好的法学院，比如波士顿学院法学院，也时有发生。学院给出的数据受到经济大环境的影响，数据本身也很模糊，参考意义有限。

### 政治倾向
法学院的教授一般偏向思想自由，反对保守派，教授和学生都有很多同性恋。这种现象越是在好的法学院就越明显。有些保守派就希望好的法学院招收更多保守主义者，以实现政治平衡。

## 參见
- LSAC
- 函授法学院